# Pachira
Pachira  es un género de fanerógama con 83 especies perteneciente a la familia Malvaceae. Se encuentra en Sudamérica con una especie en África.

## Descripción
Son árboles o arbustos generalmente inermes o a veces con espinas. Hojas palmaticompuestas, los folíolos enteros o dentados; peciólulos articulados con el ápice del pecíolo. Cáliz truncado; pétalos lineares a espatulados; estambres 100–1000, filamentos formando una columna basal y muchas veces 5, 10 o 15 falanges encima de la columna basal. Fruto una cápsula leñosa con pocas semillas grandes y desnudas o muchas semillas pequeñas y envueltas en abundante kapok.

## Taxonomía
El género fue descrito por Jean Baptiste Christophore Fusée Aublet y publicado en Histoire des Plantes de la Guiane Françoise 2: 725–726, pl. 291–292. 1775. la especie tipo es: Pachira aquatica Aubl.

## Especies seleccionadas
- Pachira affinis
- Pachira alba
- Pachira amazonica
- Pachira angusta
- Pachira aquatica Aubl.
- Pachira aracamuniana
- Pachira arenaria
- Pachira aurea
- Pachira barrigon
- Pachira cubensis
- Pachira emarginata A.Rich. - ceibón de arroyo[5] (en Cuba)
- Pachira glabra Pasq.
- Pachira insignis (Sw.) Savigny
- Pachira nukakica
- Pachira orinocensis (A.Robyns) W.S.Alverson
- Pachira quinata (Jacq.) W.S.Alverson

## Usos
Los usos dados a algunas especies, en la Amazonía colombiana según Cárdenas & López son: 
- Pachira brevipes (Robyns) Alverson. “Algodón de Cerro”: Artesanal.
- Pachira fusculepidota (Steyerm) Alverson. “Algodón de Sabana”: Artesanal.